# Jonas Wohlfarth-Bottermann
Jonas Wohlfarth-Bottermann (Bonn, 20 febbraio 1990) è un cestista tedesco.

## Carriera
Con la Germania ha disputato i Campionati europei del 2022, mentre in precedenza con la Germania universitaria, ha disputato le Universiadi del 2011 e 2013.

## Palmarès
- Coppa di Germania: 2

Alba Berlino: 2014, 2016
- Supercoppa tedesca: 2

Alba Berlino: 2013, 2014